# João Elatita
João Elatita (em grego medieval: Ἰωάννης Ἐλατίτης; romaniz.: Ioánnes Elatítes) foi um monge (mônaco) bizantino do século X.

## Vida
Viveu nos primeiros anos do século X como monge na montanha Cimina próximo a aldeia de Cersina, na Bitínia, sendo conhecido e respeitado na área. Em 912/13, Manuel Maleíno aproximou-se dele e pediu que fosse ordenado monge. De início ficou desconfiado e questionou o jovem sobre sua família, mas Manuel não lhe revelou sua ascendência nobre até João convencer-se de ordená-lo com o nome monástico Miguel; Miguel então disse-lhe suas origens.
Eudócimo, pai de Miguel, repreendeu João por admitir Miguel no mosteiro e levou seu filho à força para casa. Porém, não foi capaz de persuadi-lo e finalmente permitiu que Miguel voltasse. Após Eudócimo morrer, sua esposa Anastácia distribuiu suas posses entre seus filhos e entrou num mosteiro. Miguel libertou os escravos que recebeu, doou aos pobres e deu metade do que recebeu a seu pai espiritual João para que fosse distribuído aos pobres e monges e usado para desenvolver o mosteiro. Algum tempo depois, Miguel deixou o mosteiro e morou perto como anacoreta, mas manteve contato próximo com João e os outros monges, visitando-os aos sábados e domingos.